# راوندیل (کالیفرنیا)
راوندیل (به انگلیسی: Ravendale) یک منطقهٔ مسکونی در ایالات متحده آمریکا است که در شهرستان لاسن، کالیفرنیا واقع شده‌است. راوندیل ۱٬۶۱۷ متر بالاتر از سطح دریا واقع شده‌است.